# Poznański Chór Katedralny
Poznański Chór Katedralny – chłopięco-męski chór przy katedrze w Poznaniu, którego od 2022 roku dyrektorem jest ks. Szymon Bajon.

## Historia
Muzyka wielogłosowa w katedrze poznańskiej wykonywana była już w XV w. przez chłopców ze szkoły katedralnej oraz kler katedralny. Największy rozkwit osiągnęła muzyka polifoniczna w wieku XVI, co wiąże się z powstaniem słynnej Akademii Lubrańskiego. Do tamtych tradycji nawiązał w roku 1881 ks. Józef Surzyński, przygotowując w katedrze chór chłopięco-męski. Chór ten wystąpił po raz pierwszy w 1884 roku, która to data uznawana jest za oficjalny moment powstania Poznańskiego Chóru Katedralnego w obecnej formie. Znakomity rozwój Poznańskiego Chóru Katedralnego przypada na czas, kiedy jego kierownikiem od 1 września 1914 roku został ks. Wacław Gieburowski. Chór Księdza Gieburowskiego zasłynął w całej Polsce, a także szeroko poza jej granicami. Wybuch drugiej wojny światowej przerwał działalność Chóru. Ks. Gieburowski zmarł na wygnaniu w 1943 roku.
W roku 1960 z inicjatywy ks. Zdzisława Bernata wskrzeszono zespół chóralny mieszany. W roku 1963 utworzono równolegle zespół chłopców, by wrócić do dawnej tradycji katedralnej. Dyrygentem Chóru w latach 1960–1970 był ks. Marcin Karpiński, a jego następcą w latach 1970–1972 ks. Zbigniew Stępczyński. Od roku 1972 ks. Zdzisław Bernat, już jako absolwent Instytutu Muzykologii Kościelnej Katolickiego Uniwersytetu Lubelskiego, objął na stałe prowadzenie Poznańskiego Chóru Katedralnego. Szczególne ożywienie działalności Chóru przejawiło się w zapoczątkowanych w latach siedemdziesiątych podróżach zagranicznych.
Dyrygentem i Dyrektorem Poznańskiego Chóru Katedralnego w latach 1991–2022 był ks. Szymon Daszkiewicz. W październiku 1991, po latach współpracy z ks. Zdzisławem Bernatem, rozpoczął stałą, samodzielną pracę z Poznańskim Chórem Katedralnym, biorąc na siebie ogromny ciężar tradycji tego Zespołu. Ks. Szymon Daszkiewicz w dniu 7 maja 2024 r. został odznaczony Krzyżem Oficerskim Orderu Odrodzenia Polski. 
Od 2022 funkcję Dyrygenta i Dyrektora Poznańskiego Chóru Katedralnego pełni ks. Szymon Bajon.

## Działalność
Poznański Chór Katedralny zgodnie z najstarszą tradycją jest przede wszystkim zespołem liturgicznym: śpiewa w czasie głównych nabożeństw katedralnych. Propaguje także najwybitniejsze dzieła polskiej i światowej literatury chóralnej podczas licznych koncertów. W okresie swojej powojennej działalności występował w kilkudziesięciu miejscowościach całej Polski, brał udział w licznych najbardziej doniosłych uroczystościach, w festiwalach muzycznych na wielu estradach, współpracował z Fundacją dla Międzynarodowych Kontaktów Kulturalnych „Azymuth” w Belgii, dokonując m.in. nagrań płyt długogrających.
Pod kierunkiem ks. Szymona Daszkiewicza Poznański Chór Katedralny odbył kilkadziesiąt kolejnych tournée, odwiedzając Anglię, Austrię, Belgię, Brazylię, Danię, Francję, Hiszpanię, Holandię, Niemcy, Szkocję, Szwajcarię, Ukrainę i Włochy. Z wszystkich przywoził bardzo pochlebne recenzje, do wielu miejsc był i jest zapraszany ponownie. Poznański Chór Katedralny pod dyrekcją ks. Szymona Daszkiewicza uczestniczył w Międzynarodowych Festiwalach Chórów Chłopięcych w Poznaniu, Częstochowie, Nantes, Amiens i Rzymie. Dokonał nagrań dwunastu płyt kompaktowych, zrealizował kilka programów telewizyjnych i radiowych. Ma w swoim dorobku premiery światowe współczesnych kompozycji: „Mass of the Angels” Charlsa Williama Heimermanna, „Requiem a Roma” Glorii Bruni, które miały miejsce w Rzymie w roku 2000 oraz „Messe zu Ehren des Heiligen Vaters Papst Johannes Paul II” Geralda Spitznera, której prawykonanie światowe odbyło się 22 maja 2005 w bazylice archikatedralnej w Poznaniu. Współpracuje z wybitnymi solistami, orkiestrami symfonicznymi i ich dyrygentami. Jest współorganizatorem i uczestnikiem cyklu koncertowego „Musica Sacra”. Od marca 1992 jest członkiem założycielem Polskiej Federacji „Pueri Cantores”, dla której w 2003 roku zorganizował III Krajowy Kongres „Pueri Cantores”, gromadząc w Poznaniu blisko tysiąc młodych śpiewaków z całej Polski i liczne grono gości z zagranicy. Od 2002 jest członkiem Związku Chórów Kościelnych „Caecilianum”, którego prezesem był dyrygent ks. Szymon Daszkiewicz.

## Nagrody i osiągnięcia
Poznański Chór Katedralny i jego dyrygent otrzymują odznaczenia, wyróżnienia i nagrody. W roku 1997 Oddział Wielkopolski Polskiego Związku Chórów i Orkiestr wyróżnił ks. Szymona Daszkiewicza Srebrną Odznaką Honorową za zasługi w pracy społecznej Związku. Wojewoda Poznański uhonorował działalność księdza, przyznając mu medal „Ad perpetuam rei memoriam” za zasługi w rozwoju chóralistyki poznańskiej i propagowanie polskiej kultury muzycznej. W roku 2000 papież Jan Paweł II nadał księdzu dyrygentowi zaszczytny tytuł Kapelana Honorowego Jego Świątobliwości. We wrześniu 2001 roku Federacja Chórów Unii Europejskiej, uznając wszechstronność Chóru i zdolność do harmonijnego łączenia tradycji ze współczesnością i przyszłością, przyznała Poznańskiemu Chórowi Katedralnemu dwa zaszczytne i znaczące tytuły: „Chóru Historycznego” i „Chóru Unii Europejskiej”. Marszałek Województwa Wielkopolskiego przyznał odznaczenie za zasługi dla województwa wielkopolskiego i nagrodę za osiągnięcia w dziedzinie twórczości artystycznej, upowszechniania i ochrony dóbr kultury.